# Polyommatus myrrhinus
Polyommatus myrrhinus is een vlinder uit de familie van de Lycaenidae. De wetenschappelijke naam van de soort is voor het eerst geldig gepubliceerd in 1901 door Staudinger.